# Baptisia intermedia
Baptisia intermedia är en ärtväxtart som beskrevs av Larisey. Baptisia intermedia ingår i släktet Baptisia och familjen ärtväxter. Inga underarter finns listade i Catalogue of Life.